# Bruno Collin
Pour les articles homonymes, voir Collin.
Bruno Collin, né en 1956 à Paris, est un historien français, spécialiste des monnaies.

## Biographie
Bruno Collin a fait des études d'Histoire à l'Université de Montpellier III. Dès 1974 il se spécialise dans l'histoire de la monnaie française du XVIe siècle à la Révolution et est, à ce titre, lauréat de la Société archéologique de Béziers en 1978, de la Fondation de la Vocation en 1979 (promotion Valéry Giscard d'Estaing), de l'Académie des sciences, belles-lettres et arts de Bordeaux en 1981. et sélectionné aux Rolex Awards en 1990. En 1979, il crée la Société languedocienne d'études numismatiques et, en 1982, avec Georges Depeyrot, l'Amicale numismatique du Midi qui fédère toutes les associations numismatiques du Rhône jusqu'à Toulouse.
Élève d'Emmanuel Le Roy Ladurie, qui dirigera sa thèse d'État, ils ont publié des articles sur ce sujet, dont un de toute première importance aux Annales d'histoire économique et sociale. En 1986, il publie sa thèse sur L'atelier monétaire royal de Montpellier et la circulation monétaire en Languedoc de Louis XIII à la Révolution (travail complétant celui de Marc Bompaire). Il a également été expert près des tribunaux (Cour d'appel de Montpellier) et des douanes (CCED) en numismatique et archéologie. Journaliste, il a déjà publié plusieurs milliers d'articles aussi bien dans la presse spécialisée que généraliste, française (Numismatique et Change, Monnaie Magazine, Euro & Collections) comme étrangère (Coin World, Journal of East Asian Numismatic) quotidienne et mensuelle. 
De 1986 à 1992, il est conseiller particulier du Directeur des Monnaies et Médailles. À ce titre, il sera cocréateur du Musée de la Monnaie de Paris (périodes moderne et contemporaine) et commissaire d'expositions internationales : "La Monnaie en Révolution" (1989) et "Cent ans d'Olympisme" (1991). Il lance également en 1991 les revues Monnaie et les Dossiers de la Monnaie. En 1990, il contribue au "World Money Book" réalisé par la Nissho Data Bank japonaise. En 1993, il est admis sur la liste de qualification aux fonctions de Maitre de Conférences des Universités en Histoire du Monde Moderne et est chargé d'une émission numismatique bimensuelle sur Radio Solidarité.  De 1995 à 1998, il est conseiller du Patrimoine Mondial de l'UNESCO et pilote le programme monétaire créé, en cette occasion, par la Monnaie espagnole Fábrica Nacional de Moneda y Timbre. Depuis mars 2009, il collabore aussi à l'hebdomadaire économique Moneyweek et à la lettre Investisseur Or & matières et au mensuel américain Worldwide Coins'. Il est également membre du jury du prix international Coin Constellation depuis 2009.
Bruno Collin collabore également à de nombreuses émissions radiophoniques comme Les P'tits Bateaux le dimanche soir sur France Inter.
En 2014, il participe au web documentaire 1150 ans d'histoire de la Monnaie de Paris. Ce documentaire, de 5 épisodes de 5 minutes chacun, est commenté par Claire Chazal. 
Il a fait des conférences d'histoire monétaire et de numismatique au Collège de France, à l'Institut national du patrimoine,et à l'Institut d'études supérieures des arts. Il est aussi chargé de cours à l'École de Management Strasbourg. En janvier 2012, il participe au colloque Monnaie et économies au XIXe siècle organisé par le CNRS à Paris.
Depuis 1990, il cosigne ses ouvrages avec son épouse, Véronique Lecomte-Collin. Ils reçoivent le titre de chevalier de chevalier des Arts et des Lettres en 2000 pour leur travail sur la numismatique.
Il est aussi vice-président de l'AHAD (Association pour l'histoire de l'administration des douanes) depuis 2011, président depuis 2018 et rédacteur en chef de son magazine (les Cahiers d'Histoire des Douanes) depuis 1999. Et membre de l'association "Anciens et Amis des Services Spéciaux français". Le 5 juillet 2024 il reçoit la Médaille d'Honneur des Douanes pour services exceptionnels.
Publications
- Bruno Collin : L'atelier monétaire royal de Montpellier et la circulation monétaire en Languedoc de Louis XIII à la Révolution, Éditions du Balancier, Montpellier, 1986
- François Bombre et Bruno Collin : L'atelier monétaire de Perpignan à l'époque révolutionnaire, Perpignan, 1989
- Bruno Collin et Jean Indrigo : Les monnaies de la Révolution française, Monnaie de Paris, 1989
- Christian Buschi, Bruno Collin et alii : Idées économiques sous la Révolution, 1789-1794, Presses Universitaires de Lyon, 1989
- Véronique Lecomte-Collin et Bruno Collin : Les monnaies dans les collections publiques françaises, Hervas, 1990
- Jean Belaubre et Bruno Collin : Les monnaies de France : histoire d'un peuple, Perrin, 1990
- Emmanuel Le Roy Ladurie, Jean-Noel Barrandon, Bruno Collin et alii : Sur les traces de l'argent du Potosi, Annales E.S.C, mars-avril 1990
- Véronique Lecomte-Collin et Bruno Collin : European Coin dealers guide, Paris. 1re édition 1994, 2e édition 1999
- Véronique Lecomte-Collin et Bruno Collin : La cote des monnaies et médailles, éditions de l'Amateur. 1re édition 1997 ; 2e édition 1998 ; 3e édition 2003 (2 volumes)
- J.M. Albertini, Véronique Lecomte-Collin et Bruno Collin : Histoire de la monnaie : du troc à l'Euro, Sélection, 2000
- Véronique Lecomte-Collin et Bruno Collin : Histoire de la monnaie, éditions Trésor du Patrimoine, 2003
- Véronique Lecomte-Collin et Bruno Collin : Monnaies et médailles de France 1898 - 2005, éditions Trésor du Patrimoine, 2005
- Véronique Lecomte-Collin et Bruno Collin : Annuaire International des professionnels de la numismatique, éditions Yvert et Tellier, 2007
- Véronique Lecomte-Collin et Bruno Collin : Argus 2009 des Monnaies de France et de Monaco, éditions Trésor du Patrimoine, 2009
- Bruno Collin : "Charles Alexandre de Calonne ou la reforme impossible", éditions Riveneuve, 2012
- Véronique Lecomte-Collin et Bruno Collin : Argus 2013 des Monnaies de France et de Monaco, éditions Trésor du Patrimoine, 2012
- Véronique Lecomte-Collin et Bruno Collin : Des musées pour les enfants. Activités pour groupes scolaires, étudiants et jeune public. Tome 1 : Paris et Ile de France, éditions de l'Amateur, 2013
- Véronique Lecomte-Collin et Bruno Collin : Argus 2016 des Monnaies de France et de Monaco, éditions Trésor du Patrimoine, 2015
- Préface de l'ouvrage PARIS BRÛLE ! L'incendie des barrières de l'octroi en juillet 1789 de Momcilo Markovic, collection "Chemins de la Mémoire", éditions de L'Harmattan, 2019
- Véronique Lecomte-Collin et Bruno Collin : Les monnaies de Normandie, éditions OREP, 2021
- Préface de l'ouvrage La numismatique pour tous /Numismatics for everyone de Serge Pelletier, éditions Lighthouse, 2022
- Véronique Lecomte-Collin et Bruno Collin : Les monnaies d'Aquitaine, éditions SUD-OUEST, 2023